# Den Haag Raiders '99 2019
Questa voce raccoglie le informazioni riguardanti i Den Haag Raiders '99 nelle competizioni ufficiali della stagione 2019.

## Eerste Divisie 2019

### Stagione regolare
| Amsterdam 10 marzo 2019, ore 14:00 | Amsterdam Panthers | 12 – 6 referto | Den Haag Raiders '99 |  |

| L'Aia 24 marzo 2019, ore 14:00 | Den Haag Raiders '99 | 20 – 30 referto | 010 Trojans |  |

| L'Aia 7 aprile 2019, ore 14:00 | Den Haag Raiders '99 | 59 – 6 referto | Maastricht Wildcats |  |

| L'Aia 28 aprile 2019, ore 14:00 | Den Haag Raiders '99 | 20 – 0 (a tavolino) referto | Nijmegen Pirates |  |

| Amsterdam 12 maggio 2019, ore 14:00 | Amsterdam Crusaders II | 0 – 20 (a tavolino) referto | Den Haag Raiders '99 |  |

| Spijkenisse 26 maggio 2019, ore 14:00 | Eindhoven Predators | 0 – 20 (a tavolino) referto | Den Haag Raiders '99 |  |

| L'Aia 9 giugno 2019, ore 14:00 | Den Haag Raiders '99 | 20 – 0 (a tavolino) referto | Enschede Broncos |  |

### Playoff
| 23 giugno 2019 | 010 Trojans | 14 – 13 | Den Haag Raiders '99 |  |

## Statistiche di squadra
| Competizione            | %Vittorie | In casa | In casa | In casa | In casa | In casa | In casa | In trasferta | In trasferta | In trasferta | In trasferta | In trasferta | In trasferta | Totale | Totale | Totale | Totale | Totale | Totale |
| Competizione            | %Vittorie | G       | V       | N       | P       | Pf      | Ps      | G            | V            | N            | P            | Pf           | Ps           | G      | V      | N      | P      | Pf     | Ps     |
| ----------------------- | --------- | ------- | ------- | ------- | ------- | ------- | ------- | ------------ | ------------ | ------------ | ------------ | ------------ | ------------ | ------ | ------ | ------ | ------ | ------ | ------ |
| EeD - Stagione regolare | .571      | 4       | 3       | 0       | 1       | 119     | 36      | 3            | 1            | 0            | 2            | 46           | 12           | 7      | 4      | 0      | 3      | 165    | 48     |
| EeD - Playoff           | .000      | 0       | 0       | 0       | 0       | 0       | 0       | 1            | 0            | 0            | 1            | 13           | 14           | 1      | 0      | 0      | 1      | 13     | 14     |
| Totale                  | .500      | 4       | 3       | 0       | 1       | 119     | 36      | 4            | 1            | 0            | 3            | 59           | 26           | 8      | 4      | 0      | 4      | 178    | 62     |